# Abancay
Abancay – miasto w południowym Peru, w Andach Środkowych, w dolinie rzeki Pachachaca, stolica prowincji Abancay. Położone jest na wysokości 2400 m n.p.m. Jest stolicą regionu Apurímac. Leży na wschodnim brzegu rzeki Marino. Nazwa miasta pochodzi od słowa amankay, które w języku Indian Keczua oznacza dziko rosnący kwiat, podobny do białej lilii.
W 2010 roku było zamieszkane przez około 57 tys. osób.
Miasto jest ważnym ośrodkiem handlowym regionu uprawy trzciny cukrowej. Ponadto dominuje przemysł włókienniczy oraz produkcja cukru i rumu. Jest także ośrodkiem wydobycia rud miedzi.
Abancay leży ok. 480 km na południowy wschód od Limy. Komunikacyjnie miasto połączone jest drogami lądowymi z miastem Ayacucho, miastem Cuzco oraz z Drogą Panamerykańską w Nazca.

## Historia
Data powstania miasta jest nieznana. W czasach hiszpańskiej kolonizacji (1533 – 1821) Abancay było przodującym ośrodkiem handlowym. W 1873 zostało ogłoszone miastem, a prawa miejskie uzyskało w 1874.